# Хафуей (град, Орегон)
Хафуей (на английски: Halfway) е град в окръг Бейкър, щата Орегон, САЩ. Хафуей е с население от 337 жители (2000) и обща площ от 1,1 km². Намира се на 808,02 m надморска височина. ЗИП кодът му е 97834, а телефонният му код е 541.